# Vanessa Pereira
Vanessa Cristina Pereira (Patos de Minas, 2 de fevereiro de 1988) é uma futebolista de salão. Foi eleita por 3 vezes consecutivas(2010, 2011 e 2012) a Melhor Jogadora do Mundo de Futsal pela FIFA, além de ser hexacampeã pela Seleção Brasileira de Futsal Feminino. Atualmente é atleta da Lazio, da Itália.

## Carreira
Começou a sua carreira no esporte aos cinco anos de idade. Morou por 14 anos dentro da escola Adelaide Maciel, em sua cidade natal, Patos de Minas, em Minas Gerais, onde seus pais eram ajudantes de serviços gerais no estabelecimento.
As brincadeiras na quadra da escola e os primeiros chutes na companhia do amigo Cicinho, estimularam seu gosto pelo futebol. Teve a oportunidade de formar com outras meninas a primeira equipe feminina de Patos de Minas e participar dos Jogos da Juventude, graças também ao empenho e treinamento do professor Gildo. Aos 12 anos, entrou na escola WM, sob orientação do professor Epitácio.
Aos 17 anos, Vanessa deixou Patos de Minas para atuar pelo Minas, de Governador Valadares. De lá, foi para o Kindermann, em Caçador, e em seguida foi para Uno Chapecó, duas cidades em Santa Catarina. Depois, viajou para a Europa, atuando por seis meses pelo Burella da Espanha e posteriormente retornando à equipe chapecoense.
Não demorou muito e Vanessa retomou a sua trajetória na Europa, para defender o Ichnusa Sinnai, chegando até a fase semifinal da Liga Italiana e sendo artilheira, em 2016. No ano seguinte, foi artilheira da Copa Itália, despedindo-se da equipe para defender o ASD Pescara, para disputar mais uma temporada no futsal italiano.
Em fevereiro de 2018, a atleta patense foi apresentada com a camisa do Jimbee Roldán, da Espanha. De lá, seguiu novamente para a Itália para defender a equipe Ternana Calcio, da cidade de Terni, de pouco mais de 103 mil habitantes. E então ainda no primeiro semestre de 2018, Vanessa deixou encaminhada sua transferência para o Lazio Cálcio a 5, a equipe de futsal do popular time de futebol italiano Società Sportiva Lazio, da primeira divisão do campeonato italiano.
Atualmente, atua pela equipe de futsal feminina da Lazio, na Liga Italiana.

## Títulos e Honrarias
- 2010/2011/2012/2013/2014/2015 - Campeã Copa do Mundo[3].
- 2010 - Melhor Jogadora do Mundo de Futsal pela FIFA
- 2011 - Melhor Jogadora do Mundo de Futsal pela FIFA
- 2012 - Melhor Jogadora do Mundo de Futsal pela FIFA
- 2011/2013 - Melhor jogadora do sul-americano de clubes
- 2012/2013 - Campeã sul-americano de clubes
- 2016 - Artilheira Liga Italiana
- 2017 - Artilheira Copa da Itália